# 아칸소 트래블러스
아칸소 트래블러스(Arkansas Travelers) 흔히 트래브스(The Travs)는 미국 아칸소주 리틀록에 있는 마이너 리그 베이스볼 팀이다. 텍사스 리그에 속해 있으며, 메이저 리그의 시애틀 매리너스의 더블 A 팜 팀이다.